# Leopold Jacobson
Leopold Jacobson (geboren am 30. Juni 1873 in Czernowitz, Österreich-Ungarn; gestorben am 23. Februar 1943 im Ghetto Theresienstadt) war ein österreichisch-deutscher Librettist, Journalist, Schriftsteller, Theater-Kritiker, Drehbuchautor und ein Opfer des Holocausts.

## Leben
Der aus dem k.u.k.-Kronland Bukowina (heutige Ukraine) stammende Jacobson kam in jungen Jahren nach Wien und begann dort seine literarische Laufbahn zum Ende des 19. Jahrhunderts als Journalist. Er verfasste eine Reihe von Theater- und Operettenkritiken und brachte es bis zum Chefredakteur des Neuen Wiener Journals. Nebenbei begann er Texte zu Operettenwerken zu verfassen, darunter auch Ein Walzertraum, wo er gemeinsam mit Felix Dörmann das Libretto zu der Musik von Oscar Straus schrieb. Es sollte Jacobsons berühmteste Arbeit werden. Bei ihrer Premiere am 2. März 1907 im Wiener Carltheater wurde „Ein Walzertraum“ als erstes österreichisches Bühnenwerk zugleich auf Zelluloid gebannt und später noch mehrmals (u. a. in Berlin und Hollywood) verfilmt. In der Folge arbeitete er mit den bekanntesten Operettenkomponisten und -librettisten seiner Zeit zusammen und schuf noch eine Reihe weiterer Werke, wie Der tapfere Soldat, Auf Befehl der Kaiserin, Eine Ballnacht, Die Tanzgräfin.
Jacobson war auch als Bühnenschriftsteller tätig, 1922 entstand mit seiner Drehbuchmitarbeit zu Friedrich Fehers Inszenierung Die Memoiren eines Mönchs, einer Adaption von Franz Grillparzers Novelle Das Kloster bei Sendomir, einer seiner wenigen Beiträge für den Film.
Auch nach der Annexion Österreichs 1938 war er als Jude weiterhin in Wien ansässig, und zwar in der Königsklostergasse 7 in Mariahilf, bevor er später in eine „Sammelwohnung“ in die Ferdinandstraße 4/9 in der Leopoldstadt verbracht wurde. Im August 1942 wurde Leopold Jacobson in das Ghetto Theresienstadt deportiert. Dort starb er in den Morgenstunden des 23. Februar 1943 – offizielle Todesursache: Sepsis (Blutvergiftung).
Jacobsons Texte haben die Nazi-Herrschaft überdauert und wurden auch nach der Befreiung von Musikgrößen wie Peter Alexander, Rudolf Schock und Dagmar Koller gesungen.

## Werke
Libretti
- Ein Walzertraum. Operette in drei Akten. Libretto gemeinsam mit Felix Dörmann. Musik von Oscar Straus. UA: 2. März 1907, Carltheater.
- 1908: Der tapfere Soldat. Operette in drei Akten. Libretto gemeinsam mit Rudolf Bernauer. Musik von Oscar Straus. UA: 14. November 1908, Theater an der Wien.
- Die keusche Barbara. Operette in drei Akten. Libretto gemeinsam mit Rudolf Bernauer. Musik von Oskar Nedbal. UA: 7. Oktober 1911, Raimundtheater, Wien.
- Auf Befehl der Kaiserin. Ein Operetten-Idyll aus alten gemütlichen Zeiten in drei Akten. Libretto gemeinsam mit Robert Bodanzky. Musik von Bruno Granichstaedten. UA: 20. März 1915, Theater an der Wien.
- Die schöne Unbekannte. Operette in zwei Akten und einem Nachspiel von Leopold Jacobson und Leo Walther Stein. Musik von Oscar Straus. UA: 15. Jänner 1915, Carltheater.
- Warum geht’s denn jetzt? Burleske Operette in drei Akten. Gemeinsam mit Robert Bodanzky. Musik von Edmund Eysler. UA: 5. Juli 1916, Metropoltheater, Wien
- Nachtfalter. Singspiel in drei Akten. Libretto gemeinsam mit Robert Bodanzky. Musik von Oscar Straus. UA: 13. März 1917, Wiener Stadttheater.
- Eine Ballnacht. Operette in drei Akten. Libretto gemeinsam mit Robert Bodanzky. Musik von Oscar Straus. UA: 11. Oktober 1918, Johann Strauß-Theater.
- Der Liebesteufel. Operette in drei Akten. Libretto gemeinsam mit Robert Bodanzky. Musik von Julius Bistron. UA: 17. Oktober 1919, Wiener Komödienhaus.
- Dorfmusikanten. Operette in drei Akten. Libretto gemeinsam mit Robert Bodanzky. Musik von Oscar Straus. UA: 29. November 1919, Theater an der Wien.
- Was Mädchen träumen. Operette in drei Akten. Libretto gemeinsam mit Robert Bodanzky. Musik von Leo Ascher. UA: 6. Dezember 1919, Raimundtheater, Wien.
- Die Tanzgräfin. Operette in drei Akten. Libretto gemeinsam mit Robert Bodanzky. Musik von Robert Stolz. UA: 18. Februar 1921, Wallner-Theater, Berlin.
- Das Weib im Purpur. Operette in drei Akten. Libretto gemeinsam mit Rudolf Oesterreicher. Musik von Jean Gilbert. UA: 21. Dezember 1923, Wiener Stadttheater.
- Katja, die Tänzerin. Operette in drei Akten mit Rudolf Oesterreicher. Musik von Jean Gilbert. 74. Vorstellung im Stadt-Theater Bamberg am 23. Dezember 1923, abends 7 1/2 Uhr.
- Hochzeit in Hollywood. Operette in vier Bildern. Libretto gemeinsam mit Bruno Hardt-Warden. Musik von Oscar Straus. UA: 21. Dezember 1928, Johann Strauß-Theater, Wien.
- Eine einzige Nacht. Operette in drei Akten. Libretto gemeinsam mit Rudolf Österreicher. Musik von Robert Stolz. UA: 23. Dezember 1927, Theater an der Wien.

Theaterstücke und Filmdrehbücher
- Die einsame Insel. Schwank in drei Akten. Gemeinsam mit Rudolf Bernauer. Francke, Berlin/Dessau 1905.
- Lady Hamilton. Komödie in vier Akten. Gemeinsam mit Leo Walther Stein. Drei Masken-Verlag, München 1913.
- Die Memoiren eines Mönchs. Filmdrehbuch gemeinsam mit Friedrich Fehér. 1922.